# Spoorlijn Odense - Martofte
De spoorlijn Odense - Martofte was een lokale spoorlijn op het eiland Funen in Denemarken.

## Geschiedenis
De lijn werd geopend door de Odense - Kerteminde - Daldy Jernbane (OKDJ) op 4 april 1900. In 1914 werd de lijn verlengd tot Martofte waarna de maatschappij haar naam veranderde in Odense - Kerteminde - Martofte Jernbane (OKMJ). Op 31 maart 1966 is de lijn gesloten.

## Huidige toestand
Thans is de volledige lijn opgebroken.